# Уормбольдт, Фред
Фред Чарльз Уормбольдт (англ. Fred Charles Warmboldt; 18 сентября 1875, Сент-Луис — 19 августа 1926, Сент-Луис) — американский борец, бронзовый призёр летних Олимпийских игр 1904.
На Играх 1904 в Сент-Луисе Уормбольдт соревновался только в категории свыше 71,7 кг. Хотя он проиграл в четвертьфинале будущему победителю соревнования Бернхаффу Хенсену, ему всё равно был вручена бронзовая награда.